# Tiếng Ewe

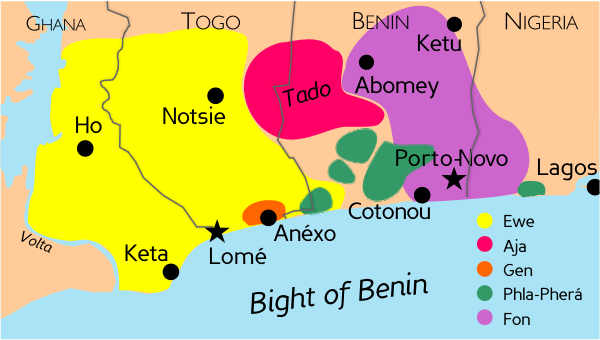
Các ngôn ngữ chính của nhóm ngôn ngữ Gbe

Tiếng Ewe (Èʋe hoặc Èʋegbe [èβeɡ͡be]) là ngôn ngữ thuộc ngữ hệ Niger-Congo được nói ở Togo và đông nam Ghana bởi khoảng 4,5 triệu người (ngôn ngữ thứ nhất) và hơn một triệu người (ngôn ngữ thứ hai). Tiếng Ewe là thành viên nhóm ngôn ngữ Gbe (bao gồm tiếng Fon ở Bénin). Giống nhiều ngôn ngữ châu Phi, tiếng Ewe là ngôn ngữ có thanh điệu.
Học giả người Đức gốc Phi Diedrich Hermann Westermann đã xuất bản nhiều từ điển và ngữ pháp tiếng Ewe và một số ngôn ngữ Gbe khác. Các nhà ngôn ngữ học khác đã có nghiên cứu tiếng Ewe và các ngôn ngữ liên quan chặt chẽ khác bao gồm Gilbert Ansre (thanh điệu, cú pháp), Herbert Stahlke (hình thái, thanh điệu), Nick Clements (thanh điệu, cú pháp), Roberto Pazzi (nhân chủng học, từ điển học), Felix K. Ameka (ngữ nghĩa học, ngôn ngữ học nhận thức), Alan Stewart Duthie (ngữ nghĩa, ngữ âm), Hounkpati B. Capo (phát âm, ngữ âm), Enoch Aboh (cú pháp) và Chris Collins (cú pháp).

## Phương ngữ
Một số phương ngữ thường gộp vào tiếng Ewe ('Vhe') là Aŋlɔ, Tɔŋu (Tɔŋgu), Avenor, Agave, Evedome, Awlan, Gbín, Pekí, Kpándo, Vhlin, Hó, Avɛ́no, Vo, Kpelen, Vɛ́, Danyi, Agu, Fodome, Wancé, Wací, Adángbe (Capo).

## Tình trạng
Tiếng Ewe là ngôn ngữ quốc gia của Togo và Ghana.